# Glyceria fluitans
Glyceria fluitans là một loài thực vật có hoa trong họ Hòa thảo. Loài này được (L.) R.Br. mô tả khoa học đầu tiên năm 1810.

## Hình ảnh

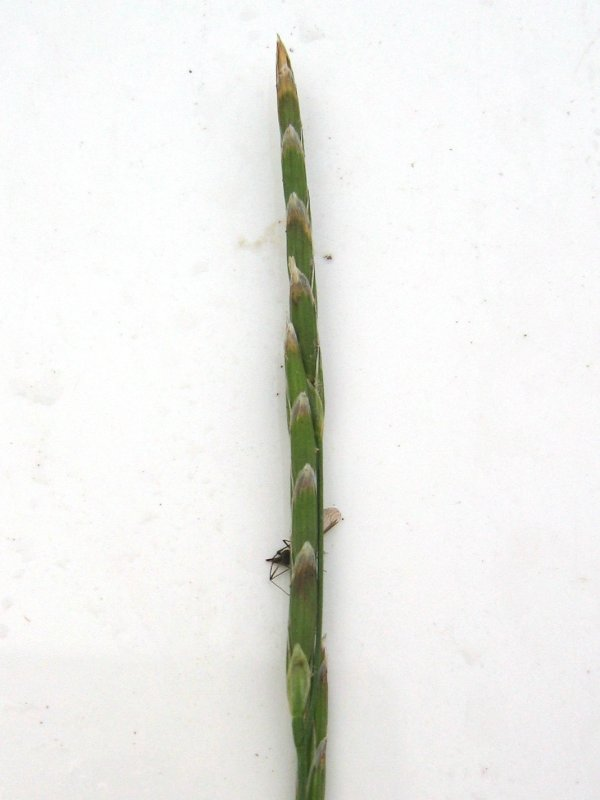
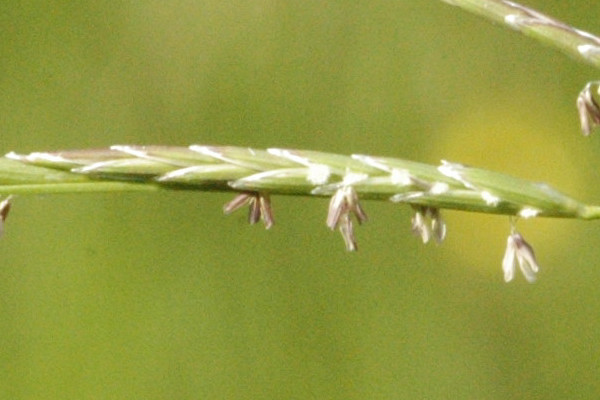
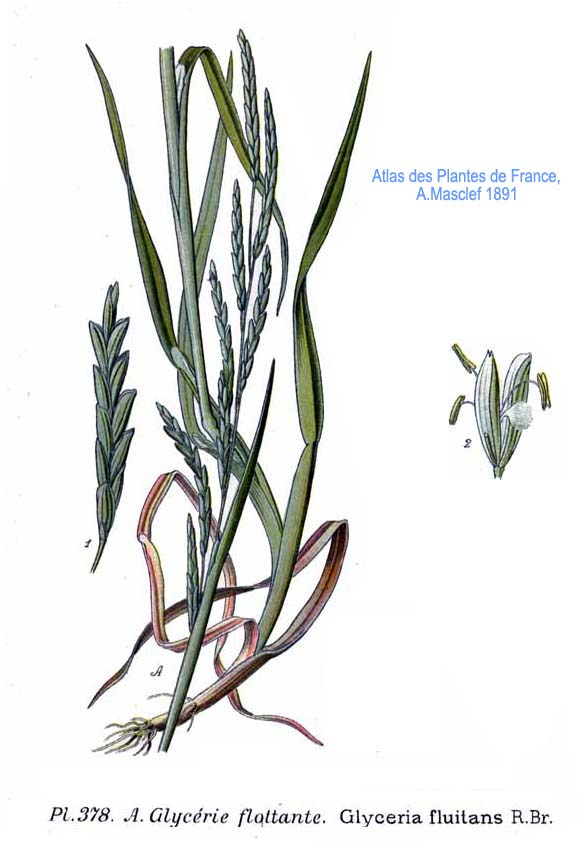
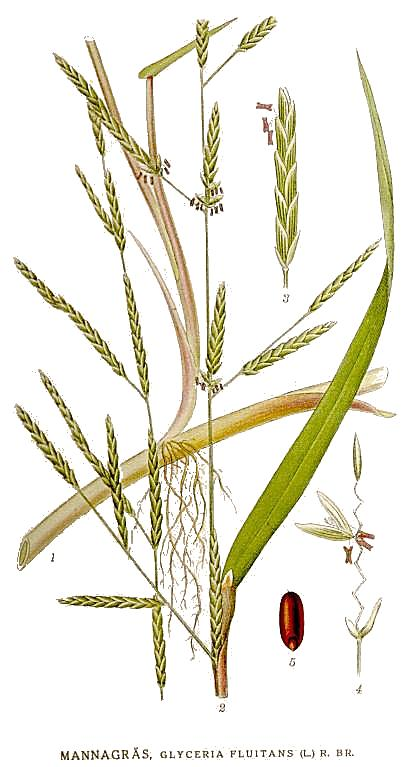